# Монтклэр (Калифорния)
Монтклэр (англ. Montclair) — город в округе Сан-Бернардино в штате Калифорния в Соединённых Штатах Америки.
Согласно данным переписи населения США 2020 года число жителей города 
составляло 37 865 человек, что, для такого небольшого населённого пункта, существенно больше (+ 3.3%), чем было во время предыдущей переписи проводившейся в 2010 году (36 664 человека).

## История
Самыми ранними известными жителями этой местности в доколумбову эпоху были коренные американцы из народа серрано. Серрано основали свою деревню вдоль ручья под названием Арройо-де-лос-Алисос (ныне называемого Сан-Антонио-Крик), который протекал по маршруту, возле нынешнего Миллс-авеню и является западной границей города.
В 1897 году в границах современного города Монклер был основан «тауншип Маркетт» (англ. Township of Marquette). В 1900 году участок земли площадью 1000 акров (4,0 км2) был обследован и назван «Монте Виста» (англ. Monte Vista). Небольшое поселение к югу от Монте Виста было основано в 1907 году и названо «Народ». 
На протяжении первой половины XX века поселение было ориентировано на сельское хозяйство, в основном на выращивание цитрусовых. Район Монте Виста пережил рост жилой застройки после Второй мировой войны, и 25 апреля 1956 года район был включен в состав города Монте Виста. Из-за конфликта с Почтовой службой США, которое отказалось открыть офис в Монте Виста из-за конфликта названий с сообществом в Северной Калифорнии, 8 апреля 1958 года город был переименован в Монклер.
Ныне Монтклэр — крупный пригородный автобусный и железнодорожный узел.

## География
Монклэр находится в долине Помона на границе с округом Лос-Анджелес и является частью метрополитенского ареала (городской агломерации) Внутренняя Империя.
Монтклэр граничит с городами Помона (округ Лос-Анжелес) на западе, Клермонт и Апленд на севере, Онтэрио на востоке и Чино на юге. 
Межштатная автомагистраль I-10 (San Bernardino Freeway) проходит через северную часть Монтклэра.
Согласно данным представленным Бюро переписи населения США, общая площадь города Монтклэр составляет 5,53 квадратных мили (14.33 км2) и вся эта территория приходится на сушу.